# Maiolo
Maiolo es un municipio situado en la provincia de Rímini, en el sur de la región Emilia-Romaña (Italia).

## Demografía
| Gráfica de evolución demográfica de Maiolo entre 1861 y 2001 |
|                                                              |
| Fuente ISTAT - elaboración gráfica de Wikipedia              |